# Dirk Heyne
Dirk Heyne (Maagdenburg, 10 oktober 1957) is een voormalig voetballer uit Oost-Duitsland, die speelde als doelman. Hij was na zijn actieve loopbaan actief als trainer-coach.

## Clubcarrière
Heyne speelde vrijwel zijn gehele loopbaan voor 1. FC Magdeburg. Met die club won hij drie keer de nationale beker van de DDR.

## Interlandcarrière
Heyne speelde in totaal negen officiële interlands voor het voetbalelftal van de Duitse Democratische Republiek. Onder leiding van bondscoach Georg Buschner maakte hij zijn debuut op 11 februari 1979 in de vriendschappelijke wedstrijd tegen Irak (2-1) in Bagdad. Hij verving Bodo Rudwaleit in dat duel na 77 minuten.

## Erelijst
1. FC Magdeburg
- Oost-Duitse beker

1978, 1979, 1983